# Хороший поліцейський / поганий поліцейський
«Хороший поліцейський / поганий поліцейський», також «хороший коп / поганий коп», спільний допит та «друг і ворог» — це психологічна тактика, яку використовують у переговорах та на допиті. Тактика передбачає команду з двох допитувачів, які застосовують очевидно протилежні підходи до суб'єкта. Допитувачі можуть опитувати суб'єкта по черзі або одночасно. Тактика багато разів показана в кінематографі і детективній літературі і є кінематографічним кліше.

## Опис
Тактику використовують, коли «поліцейським» потрібна якась інформація, якою суб'єкт володіє, але він не бажає її розкривати, або необхідно схилити його до співпраці, на яку він не хоче йти. «Поганий поліцейський» займає агресивну позицію по відношенню до суб'єкта, висуває кричущі звинувачення, загрожує, висловлюється принизливо по відношенню до нього, всіляко висловлюює антипатію. «Хороший поліцейський» поводиться протилежним чином. Він висловлює симпатію, розуміння, готовність підтримати. Він засуджує «поганого поліцейського» і захищає суб'єкта від нього. При цьому у суб'єкта має з'явитися довіра до «хорошого поліцейського» як до свого рятівника від психологічного насильства з боку «поганого». Коли «хороший» робить свою ділову пропозицію, в контрасті з вимогами «поганого» вона виглядає цілком прийнятним. Після досягнення цього ефекту суб'єкт набагато легше розповідає «хорошому поліцейському» те, що раніше хотів приховати.

## Слабкі сторони
Ця техніка має свої слабкі сторони. У деяких випадках суб'єкт може зрозуміти сенс того, що відбувається, і не піддатися маніпуляції. Тиск «поганого поліцейського» може привести до відчуженості з боку суб'єкта, що не дозволить створити довірчу обстановку згодом. Як метод допиту ця техніка не відрізняється швидкістю у порівнянні з іншими, оскільки слідчим доводиться витрачати час на абстрактні розмови, замість того щоб ставити питання допитуваному.